# Torneo Primavera (Calcio)
El Campeonato Nacional de Primavera es la competencia de fútbol juvenil más importante de la liga de fútbol italiana. 
Desde 2006, es renombrado como Trofeo Giacinto Facchetti en memoria del jugador.
Es organizado por la Lega Serie A.

## Reglamento
El Torneo está reservado para 44 equipos en la Serie A, Serie B y Serie C y a los jugadores con edades comprendidas entre 15 y 20 años, con la excepción de cinco jugadores sin límite de edad utilizados en cada partido, con la exclusión de la fase de octavos de final, donde el excedente no deben tener más de 20 años. 
La edición 2006-07 de la liga se llama así en memoria del excapitán y el Giacinto Facchetti Nacional. 

## Formato
El formato actual se componen en 2 divisiones con 20 equipos para la Primavera 1, 32 equipos para la Primavera 2 con enfrentamientos entre todos en partidos de ida y vuelta, al final de la temporada, los 6 primeros equipos Primavera 1 pasan a la siguiente ronda. Los 6 equipos clasificados, dan vida a un mini-torneo con cuartos de final (del 3.er lugar al 6.º), semifinales (1.º y 2.º lugar contra los equipos clasificados) y la final del torneo. Mientras los dos últimos de la clasificación descienden automáticamente a Campionato Primavera 2. El decimoctavo disputará un play-out con decimoséptimo.
El cuadro de honor de la competición está dirigida a Inter con 10 seguido por Torino y la Roma. Hasta la temporada 1968-1969 hubo dos equipos ganadores de años, un representante de los equipos en la Serie A y los equipos de la Serie B, mientras que entre 1969-1970 sólo hay un ganador.
Entre los jugadores el registro pertenece a Erminio Rullo, quien ganó tres campeonatos en fila: Inter de Milán (2002) y Lecce (2003 y 2004).

## Campeonato Primavera
| Temporada | Campeón    | Subcampeón    |  | Temporada | Campeón             | Subcampeón     |
| --------- | ---------- | ------------- |  | --------- | ------------------- | -------------- |
| 1962-1963 | Juventus   | Como FC       |  | 1987-1988 | Torino FC           | AS Roma        |
| 1963-1964 | Inter      | Udinese       |  | 1988-1989 | Inter               | AS Roma        |
| 1964-1965 | AC Milan   | Spal 1907     |  | 1989-1990 | AS Roma             | Torino FC      |
| 1965-1966 | Inter      | Padova        |  | 1990-1991 | Torino FC           | AS Roma        |
| 1966-1967 | Torino FC  | Hellas Verona |  | 1991-1992 | Torino FC           | Reggina        |
| 1967-1968 | Torino FC  | Hellas Verona |  | 1992-1993 | Atalanta            | SS Lazio       |
| 1968-1969 | Inter      | Brescia       |  | 1993-1994 | Juventus            | Torino FC      |
| 1969-1970 | Torino FC  |               |  | 1994-1995 | SS Lazio            | Perugia FC     |
| 1970-1971 | Fiorentina | AC Milan      |  | 1995-1996 | Perugia FC          | Parma FC       |
| 1971-1972 | Juventus   | AS Roma       |  | 1996-1997 | Perugia FC          | Brescia FC     |
| 1972-1973 | AS Roma    | Atalanta      |  | 1997-1998 | Atalanta            | AS Roma        |
| 1973-1974 | AS Roma    | AC Milan      |  | 1998-1999 | Empoli              | Atalanta       |
| 1974-1975 | Brescia    | Napoli        |  | 1999-2000 | AS Bari             | AC Milan       |
| 1975-1976 | SS Lazio   | Juventus      |  | 2000-2001 | SS Lazio            | Pescara Calcio |
| 1976-1977 | Torino FC  | Cesena        |  | 2001-2002 | Inter               | Atalanta       |
| 1977-1978 | AS Roma    | Bologna FC    |  | 2002-2003 | Lecce               | Inter          |
| 1978-1979 | Napoli     | Torino FC     |  | 2003-2004 | Lecce               | Inter          |
| 1979-1980 | Fiorentina | Inter         |  | 2004-2005 | AS Roma             | Atalanta       |
| 1980-1981 | Udinese    | AS Roma       |  | 2005-2006 | Juventus            | Fiorentina     |
| 1981-1982 | Cesena     | Avellino      |  | 2006-2007 | Inter               | Sampdoria      |
| 1982-1983 | Fiorentina | Cesena        |  | 2007-2008 | Sampdoria           | Inter          |
| 1983-1984 | Roma       | AC Milan      |  | 2008-2009 | US Città di Palermo | AC Siena       |
| 1984-1985 | Torino FC  | SS Lazio      |  | 2009-2010 | Genoa CFC           | Empoli         |
| 1985-1986 | Cesena     | SS Lazio      |  | 2010-2011 | AS Roma             | Varese         |
| 1986-1987 | Lazio      | Torino FC     |  | 2011-2012 | Inter               | SS Lazio       |

| Temporada | Campeón         |
| --------- | --------------- |
| 2012-2013 | SS Lazio        |
| 2013-2014 | Chievo          |
| 2014-2015 | Torino FC       |
| 2015-2016 | AS Roma         |
| 2016-2017 | Inter           |
| 2017-2018 | Inter           |
| 2018-2019 | Atalanta        |
| 2019-2020 | Atalanta        |
| 2020-2021 | Empoli F.C      |
| 2021-2022 | Inter           |
| 2022-2023 | US Lecce        |
| 2023-2024 | Sassuolo Calcio |
| 2024-2025 | Inter           |

### Campeones
| Equipo          | Títulos |
| --------------- | ------- |
| Inter           | 11      |
| Torino FC       | 9       |
| AS Roma         | 8       |
| SS Lazio        | 5       |
| Juventus        | 4       |
| Atalanta        | 4       |
| Fiorentina      | 3       |
| Lecce           | 3       |
| Cesena          | 2       |
| Perugia         | 2       |
| Udinese         | 2       |
| Brescia         | 2       |
| Empoli          | 2       |
| Como            | 1       |
| Spal 1907       | 1       |
| Padova          | 1       |
| AC Milan        | 1       |
| SSC Napoli      | 1       |
| AS Bari         | 1       |
| Sampdoria       | 1       |
| Palermo         | 1       |
| Genoa CFC       | 1       |
| Chievo          | 1       |
| Sassuolo Calcio | 1       |

## Capocannonieri del Torneo Primavera (Calcio)
Lista de los máximos goleadores de la Torneo Primavera (Calcio) italiana ordenada por temporadas.
| Temporada | Ganador               | Club              | Goles |
| --------- | --------------------- | ----------------- | ----- |
| 2010-11   | Pietro Iemmello       | Fiorentina Calcio | 19    |
| 2011-12   | Mauro Icardi          | Sampdoria Calcio  | 19    |
| 2011-12   | Filippo Moscati       | AS Livorno        | 19    |
| 2012-13   | Federico Bernardeschi | Fiorentina Calcio | 17    |
| 2013-14   | Diego Frugoli         | Empoli F.C        | 19    |
| 2014-15   | Umar Sadiq            | Spezia Calcio     | 26    |
| 2015-16   | Andrés Ponce          | Sampdoria Calcio  | 25    |
| 2016-17   | Alessandro Rossi      | S. S. Lazio       | 24    |
| 2017-18   | Musa Barrow           | Atlanta Bergamo   | 23    |
| 2018-19   | Žan Celar             | AS Roma           | 28    |
| 2019-20   | Samuele Mulattieri    | Inter de Milán    | 15    |
| 2020-21   | Gianluca Contini      | Cagliari Calcio   | 18    |
| 2021-22   | Giuseppe Ambrosino    | S. S. Napoli      | 19    |
| 2022-23   | Rareș Burnete         | US Lecce          | 19    |
| 2023-24   | Flavio Russo          | US Sassuolo       | 20    |
| 2024-25   | Giacomo Gabbiani      | US Cremonese      | 28    |